# Карактеристични полином
Карактеристични полином квадратне матрице A реда n је полином који се добија израчунавањем детерминанте карактеристичне матрице tIn-A, где је In квадратна јединична матрица реда n, а t је неодређена.
{\displaystyle \mathbf {A} ={\begin{bmatrix}a_{11}&a_{12}&\cdots &a_{1n}\\a_{21}&a_{22}&\cdots &a_{2n}\\\vdots &\vdots &\ddots &\vdots \\a_{n1}&a_{n2}&\cdots &a_{nn}\end{bmatrix}}}
{\displaystyle \mathbf {tI_{n}-A} ={\begin{bmatrix}t-a_{11}&-a_{12}&\cdots &-a_{1n}\\-a_{21}&t-a_{22}&\cdots &-a_{2n}\\\vdots &\vdots &\ddots &\vdots \\-a_{n1}&-a_{n2}&\cdots &t-a_{nn}\end{bmatrix}}}
Карактеристични полином је од користи за израчунавање неколико важних својстава матрице, као што су сопствене вредности. Нуле карактеристичног полинома су сопствене вредности матрице.

## Пример
Рецимо да желимо да израчунамо карактеристични полином матрице
{\displaystyle A={\begin{pmatrix}2&1\\-1&0\end{pmatrix}}.}
Треба да израчунамо детерминанту од
{\displaystyle tI-A={\begin{pmatrix}t-2&-1\\1&t\end{pmatrix}}}
а она је 
{\displaystyle (t-2)t-1(-1)=t^{2}-2t+1.\,\!}
Ово је карактеристични полином од A.

## Својства
Сви реални полиноми непарног степена имају бар један реалан број као корен, тако да за непарно n, свака реална матрица има најмање једну сопствену вредност. Многи реални полиноми парног степена немају реални корен, али фундаментална теорема алгебре тврди да сваки полином степена n има n комплексних корена.
Сличне матрице имају исте карактеристичне полиноме. Међутим, две матрице које имају исте карактеристичне полиноме не морају обавезно да буду сличне. Матрица A и транспонована матрица  имају исте карактеристичне полиноме.
Кејли-Хамилтонова теорема тврди да ако убацимо A у карактеристични полином  добићемо нула-матрицу:
{\displaystyle p_{A}(A)=0}.
Једноставно, свака матрица задовољава своју карактеристичну једначину. Као последица овога, можемо показати да минимални полином од A дели карактеристични полином од .